# Crinipellis campanella
Crinipellis campanella är en svampart som först beskrevs av Peck, och fick sitt nu gällande namn av Rolf Singer 1942. Crinipellis campanella ingår i släktet Crinipellis och familjen Marasmiaceae.   Inga underarter finns listade i Catalogue of Life.